# Stefan Hübner
Stefan Hübner (Bielefeld, 13 giugno 1975) è un ex pallavolista tedesco.
Giocava nel ruolo di centrale.

## Carriera
Dopo gli inizi ad Amburgo e Moers, all'età di 23 anni Hübner si trasferì al SC Charlottenburg Berlin, una delle principali formazioni tedesche, con cui riuscì a conquistare una Coppa Nazionale. Nel 2000 approdò in Italia, all'Esse-Ti Carilo Loreto, militante nel campionato di A2. L'anno successivo esordì in Serie A1 con la maglia della Bossini Montichiari; con la squadra lombarda rimase due stagioni, mettendosi in luce per le sue qualità difensive e venendo eletto miglior muro della stagione 2001-02.
Nell'estate 2003 fu ingaggiato dall'ambiziosa Itas Diatec Trentino, squadra con cui militò due stagioni prima d'interrompere l'attività a causa di ripetuti infortuni. Collaborò per un anno con la Nazionale prima di optare per il ritorno in campo, nell'estate 2006, ancora con la squadra di Trento. Nel 2007-08 si trasferì alla Sisley Treviso, con cui vinse una Supercoppa Italiana. Ha militato nella RPA LuigiBacchi.it Perugia nel 2009-10, per poi tornare in Germania all'Evivo Düren.

## Palmarès
- 2000 - Coppa di Germania 1999-00 (SCC Berlin)
- 2007 - Supercoppa Italiana 2007 (Sisley Treviso)

### Premi individuali
- 1998 - Pallavolista maschile tedesco dell'anno
- 1999 - Pallavolista maschile tedesco dell'anno
- 2001 - Pallavolista maschile tedesco dell'anno
- 2002 - Pallavolista maschile tedesco dell'anno
- 2007 - Serie A1: Miglior muro[1]